# Pseudotomentella nigra
Pseudotomentella nigra är en svampart som först beskrevs av Höhn. & Litsch., och fick sitt nu gällande namn av Svrcek 1958. Pseudotomentella nigra ingår i släktet Pseudotomentella och familjen Thelephoraceae.  Arten är reproducerande i Sverige. Inga underarter finns listade i Catalogue of Life.